# Southside Johnny
Southside Johnny (de son vai nom John Lyon) est un chanteur et harmoniciste de blues et de rock 'n' roll américain (né le 4 décembre 1948 à Neptune, New Jersey). Leader du groupe The Asbury Jukes, où a débuté Steven Van Zandt, il a également accompagné Bruce Springsteen.

## Discographie
- 1976 : I Don't Want to Go Home
- 1977 : This Time is For Real
- 1978 : Hearts of Stone
- 1978 : The Jukes
- 1980 : Love is a Sacrifice
- 1983 : Trash it Up
- 1984 : In the Heat
- 1986 : At Least We Got Shoes (1986)
- 1988 : Slow Dance
- 1991 : Better Days
- 2000 : Messin' With the Bues
- 2002 : Going to Jukesville
- 2005 : Into the Harbour
- 2008 : Grapefruit Moon - The Songs of Tom Waits
- 2010 : Pills and Amno
- 2015 : Soultime
- 2017 : Ashbury Park to Paris - Non Stop

### Live
- 1977 : The Bottom Line, New York City

- 1981 : Reach Up and Touch the Sky
- 1997 : Spittin Fire
- 2000 : Live At the Paradise Theater -  Live 23 décembre 1978
- 2008 : From southside to Tyneside
- 2011 : Cadillac Jacks Number One Son (nouvelle édition de From southside to Tyneside)
- 2012 : Men without women
- 2024 : Live at the Capitol Theater, Passaic, New Jersey, 30 décembre 1978